# Haydenia urbaniana
Haydenia urbaniana är en benvedsväxtart som först beskrevs av Ludwig Eduard Theodor Loesener, och fick sitt nu gällande namn av M.P.Simmons. Haydenia urbaniana ingår i släktet Haydenia och familjen Celastraceae. Inga underarter finns listade.